# Juan Junquera Fernández-Carvajal
Juan Junquera Fernández-Carvajal (1903-1961) fue un abogado y político español que desempeñó cargos de relevancia durante el franquismo.

## Biografía
Nacido en 1903. Perteneciente a la Vieja Guardia, participó en la Revolución de Asturias de 1934, tomando parte en la defensa de Oviedo frente a los insurgentes socialistas y anarquistas. En aquella época pertenecía al Comité Directivo de la Falange en Oviedo. Posteriormente tomó parte en la Guerra Civil como voluntario en las Milicias de Falange y más tarde en la 42 compañía de Asalto.
En 1943 fue nombrado gobernador civil y jefe provincial del Movimiento en Salamanca, cargos que ocuparía hasta 1945 (octubre de 1943- marzo de 1945), Navarra (marzo 1945-1949) y Zaragoza (1949-?).
Consejero Nacional del Movimiento entre 1946 y 1955.
Fue redactor del diario La Nueva España.

## Condecoraciones
- Gran Cruz de la Orden del Mérito Civil.
- Medalla de la Campaña.
- Encomienda con plata de la Orden de Cisneros (1945).
- Aspa de plata.
- Laureada colectiva de San Fernando.
- Cruz del Mérito Militar.
- Cruz de la Orden del Águila Alemana.